# Jahmil French
Jahmil French (* 29. Juli 1992 in Toronto, Kanada; † 1. März 2021 in Kanada) war ein kanadischer Schauspieler.

## Leben
Bekannt wurde er durch die Rolle des Dave Turner in der Serie Degrassi, die von 2009 bis 2013 lief.
Der Schauspieler spielte Rollen in diversen Serien und drehte eine Reihe von Kurz- und Fernsehfilmen, hauptsächlich für das Fernsehen. Seinen letzten Auftritt auf der Leinwand hatte er 2019 in dem Kurzfilm Dalia.
Am 1. März 2021 starb er unter bisher nicht geklärten Umständen überraschend im Alter von 28 Jahren.

## Filmografie (Auswahl)
- 2009–2013: Degrassi (Fernsehserie)
- 2012: Jamestown (Kurzfilm)
- 2013: Detention (Kurzfilm)
- 2014: Rocky Road (Fernsehfilm)
- 2016: The Night Before Halloween (Fernsehfilm)
- 2019: Dalia (Kurzfilm)